# Ormosia assamica
Ormosia assamica är en ärtväxtart som beskrevs av Gennady Pavlovich Yakovlev. Ormosia assamica ingår i släktet Ormosia och familjen ärtväxter. Inga underarter finns listade i Catalogue of Life.